# Intel Atom
Intel Atom ist der Markenname einer Reihe von Mikroprozessoren und Ein-Chip-Systemen (engl. Systems-on-Chip, SoCs), die von der Firma Intel für den Einsatz in besonders preisgünstigen und energiesparenden Systemen entwickelt werden. Die Erstvorstellung von Produkten unter diesem Markennamen erfolgte im Jahr 2008. Intel-Atom-Prozessoren und -SoCs verwenden einen x86-Befehlssatz, der ab der Generation Diamondville um einen x64-Befehlssatz ergänzt wurde. Typische Einsatzgebiete der Intel-Atom-Prozessoren und -SoCs sind Subnotebooks, Mobile Internet Devices, Tabletcomputer, Netbooks, Smartphones und Infotainmentsysteme in Automobilen, aber auch günstige Serverlösungen sowie Nettops. Die Modelle der Intel-Atom-Familie konkurrieren vor allem mit den AMD-Produkten der Bobcat- und Jaguar-Reihen sowie mit diversen Ein-Chip-Systemen auf Basis der ARM-Architektur.

## Produktgenerationen

### Silverthorne
Die erste Generation des Intel Atom wird unter dem Namen Atom Z500-Serie vermarktet, intern heißt dieser Einkernprozessor Silverthorne. Diese Prozessoren werden in einem 45-nm-Prozess gefertigt und haben einen 512 KiB großen L2-Cache. Sie unterstützten Hyper-Threading und Streaming SIMD Extensions (SSE-Befehle) bis SSSE3. Der Prozessor wurde am 2. April 2008 auf dem Intel Developer Forum in Shanghai vorgestellt. Vorwiegende Einsatzgebiete für Silverthorne-Prozessoren sind z. B. mobile Rechner und Embedded-PCs.

### Diamondville

Altes Intel-Atom-Logo

Als Prozessoren für den Einbau in Netbooks und Nettops wurde im Juni 2008 Diamondville vorgestellt. Technisch unterscheiden sie sich kaum vom Silverthorne. Den Desktop-Versionen (Atom 230 und Atom 330) fehlt die SpeedStep-Energiespartechnik, dafür sind sie aber die ersten Atom-Prozessoren, die den Intel-64-Befehlssatz ausführen können.

### Pine Trail
Als Nachfolger für Diamondville wurde am 21. Dezember 2009 die Plattform Pine Trail vorgestellt. Als größter Unterschied zum Vorgänger werden Grafikprozessor und Speichercontroller in den Prozessorkern integriert, wodurch Platzbedarf und Stromverbrauch des Gesamtsystems weiter sinken. Der Codename für die Prozessoren der Pine-Trail-Plattform lautet Pineview.

### Oak Trail
Mit Oak Trail, einer Chip-Kombination aus Atom Z600 alias Lincroft im Verbund mit einer speziellen Southbridge namens Whitney Point kam ab 2011 der Nachfolger zu Pine Trail. Whitney Point ist, anders als der bei Moorestown vorgesehenen Platform Controller Hub (PCH) MP20 alias Langwell, auch für „normale“ Betriebssysteme wie Windows oder bisherige Linux-Versionen geeignet, die ein BIOS oder EFI zum Booten benötigen. Die PowerVR-Grafik des Oak Trail soll HD videotauglich sein bis zum Full-HD-Format. Die Oak-Trail-Plattform soll wegen ihres geringen Stromverbrauchs bevorzugt in Tablet PCs zum Einsatz kommen.
Der zu einem Intel Developer Forum 2011 vorgestellte Z670 erreicht maximal 1,5 GHz, außerdem gibt es die noch langsamere Version Z650 mit 1,2 GHz. Beide sollen sich für lüfterlos gekühlte Tablets oder auch Netbooks eignen.

### Cedar Trail
Im September 2011 stellte Intel die ersten 32-nm-Atoms (Cedarview/Cedar Trail) vor. Erste Geräte mit dieser Chipgeneration erschienen Ende 2011, benutzten jedoch wegen Treiberproblemen statt des eingebauten einen zusätzlich aufgelöteten Grafikchip.

### Bay Trail
2013 kündigte Intel unter dem Codenamen Bay Trail Ein-Chip-Systeme an, die im 22-nm-Technologieknoten mit Tri-Gate-Transistoren gefertigt werden. Sie enthalten zwei oder vier CPU-Kerne, die die Mikroarchitekturgeneration Silvermont implementieren. Die für den Einsatz in Tablets vorgesehenen Bay-Trail-Modelle erschienen unter dem Markennamen „Atom“ in der Modellreihe Z3XXX. Für den Einsatz in Notebooks veröffentlichte Intel Bay-Trail-Modelle unter den Markennamen „Celeron“ und „Pentium“ in der Modellreihe NXXXX. Daneben ist auch das Modell „Pentium A1020“ für Notebook-Entwürfe vorgesehen. Für die Verwendung in stationären PCs veröffentlichte Intel Bay-Trail-Modelle unter den Markennamen „Celeron“ und „Pentium“ in der Reihe JXXXX. In der Produktreihe „Atom E38XX“ erschienen Bay-Trail-Modelle für die Verwendung in eingebetteten Systemen. Mit Silvermont wurde erstmals die Out-of-order execution in Produkten der Marke „Atom“ realisiert.

### SoFIA
Am 2. März 2015 führte Intel die Produktreihe „Atom x3“ ein, die zuvor unter dem Codenamen SoFIA angekündigt war. „Atom x3“ steht für drei preisgünstige SoC-Modelle mit zwei oder vier CPU-Kernen, die in Smartphones und Tablets zum Einsatz kommen sollen. Hierzu sind zugekaufte UMTS- oder LTE-Mobilfunkmodems integriert. Die integrierten GPUs kommen aus der Mali-Reihe der Firma ARM. Die CPU-Kerne implementieren Intels Mikroarchitekturgeneration Silvermont. Die SoCs werden in einem 28-nm-Verfahren vom Auftragsfertiger TSMC hergestellt.

### Braswell und Cherry Trail
Im März 2015 führte Intel die SoC-Generation Braswell ein. Der Codename Braswell steht für SoCs, die mit Dual- und Quad-Core-CPUs ausgestattet sind und in 14-nm-Technologieknoten hergestellt werden. Ihre TDP wird vom Hersteller mit 4,0–6,5 W angegeben. Die meisten Modelle unterstützen einen Maximaltakt >2 GHz und werden unter den Markennamen „Celeron“ und „Pentium“ in den Modellreihen J3XXX und N3XXX angeboten. Sie sind für den Einsatz in Netbooks, Ultrabooks und Mikroservern vorgesehen. Für die Verwendung in eingebetteten Systemen gibt es das Modell „Atom x5-E8000“ mit einer TDP von 5 W und vier CPU-Kernen, die mit bis zu 2 GHz getaktet werden.
Ebenfalls noch im ersten Quartal des Jahres 2015 stellte Intel die ersten SoC-Modelle der Generation Cherry Trail vor. Der Codename Cherry Trail steht für SoCs, die mit Quad-Core-CPUs ausgestattet sind und in 14-nm-Technologieknoten hergestellt werden. Der Maximaltakt der unterschiedlichen Modelle liegt zwischen 1,84 und 2,56 GHz. Cherry Trails sind für den Einsatz in Tablets vorgesehen und werden unter dem Markennamen „Atom“ in den Produktreihen x5-Z8XXX und x7-Z8XXX angeboten.
Als Mikroarchitektur der CPU-Kerne kommt „Airmont“ zum Einsatz, siehe auch Intel-Atom-Mikroarchitektur.
Neu ist die Nutzung der im Prozessor integrierten Intel HD Graphics genannten GPUs auch in der Atom-Serie. Diese Generation wurde 2015 und 2016 vorgestellt. Nachdem Intel der Einstieg in den Smartphone-Markt mit den Atom-Prozessoren 2015 immer noch nicht gelungen ist, konzentriert man sich jetzt auf größere Geräteklassen und integriert deshalb mehr Funktionen aus dem Desktop und sogar Server-Bereich wie die Virtualisierungs-Erweiterungen Intel Virtualization Technology (VT-x).

### Apollo Lake
Im August 2016 führte Intel die SoC-Generation Apollo Lake ein. Apollo Lake basiert auf CPU-Kernen der Goldmont-Generation. Unter dem Markennamen Atom erschienen für den Einsatz in eingebetteten Systemen der Atom x5-E3930 und -E3940 sowie der Atom x7-E3950. Weitere CPUs der Apollo-Lake-Architektur vermarktet Intel unter den Marken „Celeron“ sowie „Pentium Silver“. Von der Nachfolge-Architektur „Gemini Lake“, die auf der CPU-Kern-Architektur „Goldmont Plus“ basiert, wurden bisher keine CPUs unter der Marke „Atom“ veröffentlicht.

## Stromsparmechanismen
Manche der Atom-Prozessoren verfügen über besonders effektive Stromsparmechanismen, durch die der sehr geringe Stromverbrauch im Leerlauf weiter gesenkt werden kann. Neben dem inzwischen bei praktisch allen Prozessoren üblichen Speedstep gibt es einen weiteren Sparmodus bei völliger Inaktivität.
Bei Produkten, die auf dem Prozessorkern Silvermont basieren, gibt es einen weiteren Stromsparmodus, bei dem die Daten im Level-2-Cache erhalten bleiben, was den Ein- und Austritt vom und in den Energiesparmodus beschleunigt und damit noch mehr Strom spart.

## Chipsätze
Hauptsächlich aus Kostengründen wurde für die Nettop-Atoms (Atom 230 und 330) der Intel 945GC-Chipsatz vorgesehen. Dieser Chipsatz benötigt erheblich mehr Energie als der Prozessor selbst. Ein typisches Atom-230-System mit diesem Chipsatz nimmt im Leerlauf etwa 25 W, bei Volllast ca. 35 W an Leistung auf. Zudem ist insbesondere die Leistung der hierin verwendeten Grafikeinheit sehr begrenzt; so ist die Darstellung von Blu-ray-Filmen oder die Nutzung moderner 3D-Spiele schlichtweg unmöglich.
Nvidia bot aber als Pendant die ION-Plattform an, in deren 9400-Chipsatz eine entsprechende Geforce-Grafikeinheit inklusive HD-Beschleunigung integriert war.
Der Netbook-Atom N270 wird in Verbindung mit dem Mobile-Chipsatz Intel 945GSE verwendet, was den Leistungsbedarf gegenüber den anderen Varianten um etwa 10 W (in beiden Fällen) senkt.
Der N280 wird in Verbindung mit dem Mobile-Chipsatz 945GSE oder dem Intel GN40 verwendet. Der Leistungsbedarf beträgt etwa 8 Watt mit dem 945GSE-Chipsatz bzw. 16 Watt mit dem GN40-Chipsatz. Alternativ wird teilweise ein speziell für den Silverthorne-Atom entwickelter sparsamer Chipsatz mit dem Namen „Poulsbo“ oder „US15W“ verwendet. Zu diesem gehört die GMA500-Grafikeinheit, die von PowerVR Technologies stammt. Der GMA500 ist technisch nicht mit den normalen Intel-GMAs verwandt und erfordert auch einen eigenen, nur für Windows XP zur Verfügung stehenden Treiber. Er ist zwar zu einer Beschleunigung von HD-Videos in der Lage, dafür ist aber die 3D-Leistung noch geringer als beim GMA950.
Alle Atom-CPUs werden im 441- oder 437-ball µFCBGA angeboten und von den Boardherstellern direkt auf das Board aufgelötet. Ein nachträglicher Prozessortausch ist somit ausgeschlossen.
Für Pine Trail gibt es einen komplett neuen Chipsatz mit dem Namen „Tigerpoint NM10“, bei dem es sich technisch nur noch um eine Southbridge handelt. Die Grafikeinheit und der Speichercontroller sind jetzt Teil des Prozessors.

## Modelldaten

### Silverthorne (Atom-Z-500-Serie)
- Single-Core
- Silverthorne-Kern im C0-Stepping
- L2-Cache: 512 KiB

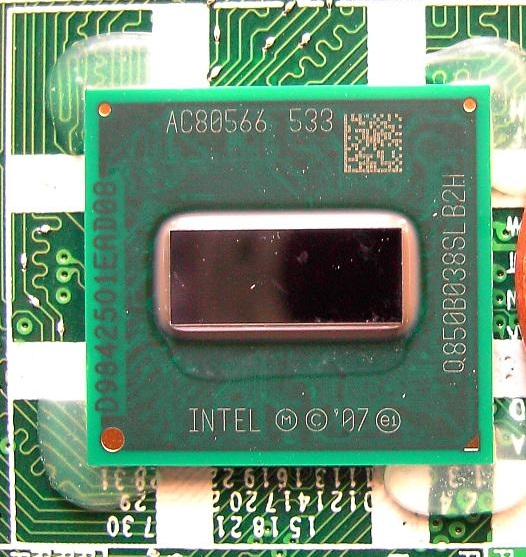
Intel Atom CPU Z520

- MMX, SSE, SSE2, SSE3, SSSE3, XD-Bit, teilweise Intel VT, teilweise Hyper-Threading, Enhanced Intel SpeedStep Technology (EIST)
- Kein Support für: Intel 64, SSE4
- Package: je nach Modell 437-Ball-µFCBGA (FCBGA437, 22 mm × 22 mm) oder 441-Ball-FCBGA8 USFF (PBGA441, 13 × 14 mm)
- Fertigungstechnik: 45 nm
- Die-Größe: 25 mm²

| Modell      | SPEC-Code | FSB (MHz) | Takt (MHz) | Multiplikator | TDP    | Intel VT | HTT  | Betriebstemperatur | Sockel   | Erschienen |
| ----------- | --------- | --------- | ---------- | ------------- | ------ | -------- | ---- | ------------------ | -------- | ---------- |
| Atom Z500   | SLB6Q     | 100       | 0800       | 08×           | 0,65 W | nein     | ja   | −00 bis +70 °C     | PBGA441  | 2008-04    |
| Atom Z510   | SLB2C     | 100       | 1100       | 11×           | 2 W    | nein     | nein | −00 bis +70 °C     | PBGA441  | 2008-04    |
| Atom Z510P  | SLGPQ     | 100       | 1100       | 11×           | 2,2 W  | nein     | ja   | −00 bis +70 °C     | FCBGA437 | 2009-03    |
| Atom Z510PT | SLGPR     | 100       | 1100       | 11×           | 2,2 W  | nein     | ja   | −40 bis +85 °C     | FCBGA437 | 2009-03    |
| Atom Z515   | SLGMG     | 100       | 1200       | 12×           | 1,4 W  | nein     | ja   | −00 bis +70 °C     | PBGA441  | 2009-04    |
| Atom Z520   | SLB2H     | 133       | 1333       | 10×           | 2,2 W  | ja       | ja   | −00 bis +70 °C     | PBGA441  | 2008-04    |
| Atom Z520PT | SLGPP     | 133       | 1333       | 10×           | 2,2 W  | ja       | ja   | −40 bis +85 °C     | FCBGA437 | 2009-03    |
| Atom Z530   | SLB6P     | 133       | 1600       | 12×           | 2,2 W  | ja       | ja   | −00 bis +70 °C     | PBGA441  | 2008-04    |
| Atom Z530P  | SLGPN     | 133       | 1600       | 12×           | 2,2 W  | ja       | ja   | −00 bis +70 °C     | FCBGA437 | 2009-03    |
| Atom Z540   | SLB2M     | 133       | 1866       | 14×           | 2,64 W | ja       | ja   | −00 bis +70 °C     | PBGA441  | 2008-04    |
| Atom Z550   | SLGPT     | 133       | 2000       | 15×           | 3 W    | ja       | ja   | −00 bis +70 °C     | PBGA441  | 2009-04    |

- Bei allen Modellen sinkt der Multiplikator im Leerlauf auf 6× (also 600 bzw. 800 MHz).
- Die TDP sinkt um etwa 0,2 W, falls Hyper-Threading deaktiviert wird.

### Diamondville (Atom-(N)200- und 300-Serie)
Atom 230, Atom 330

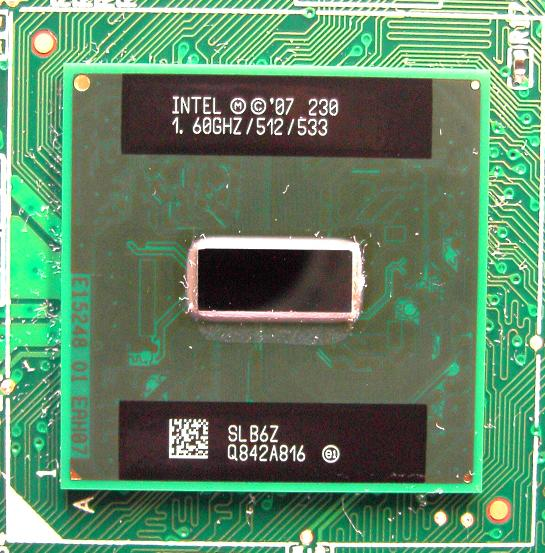
Intel Atom CPU 230

- Diamondville-Kern im C0-Stepping; bei Atom-300-Serie zwei Dies auf einem Chip-Package

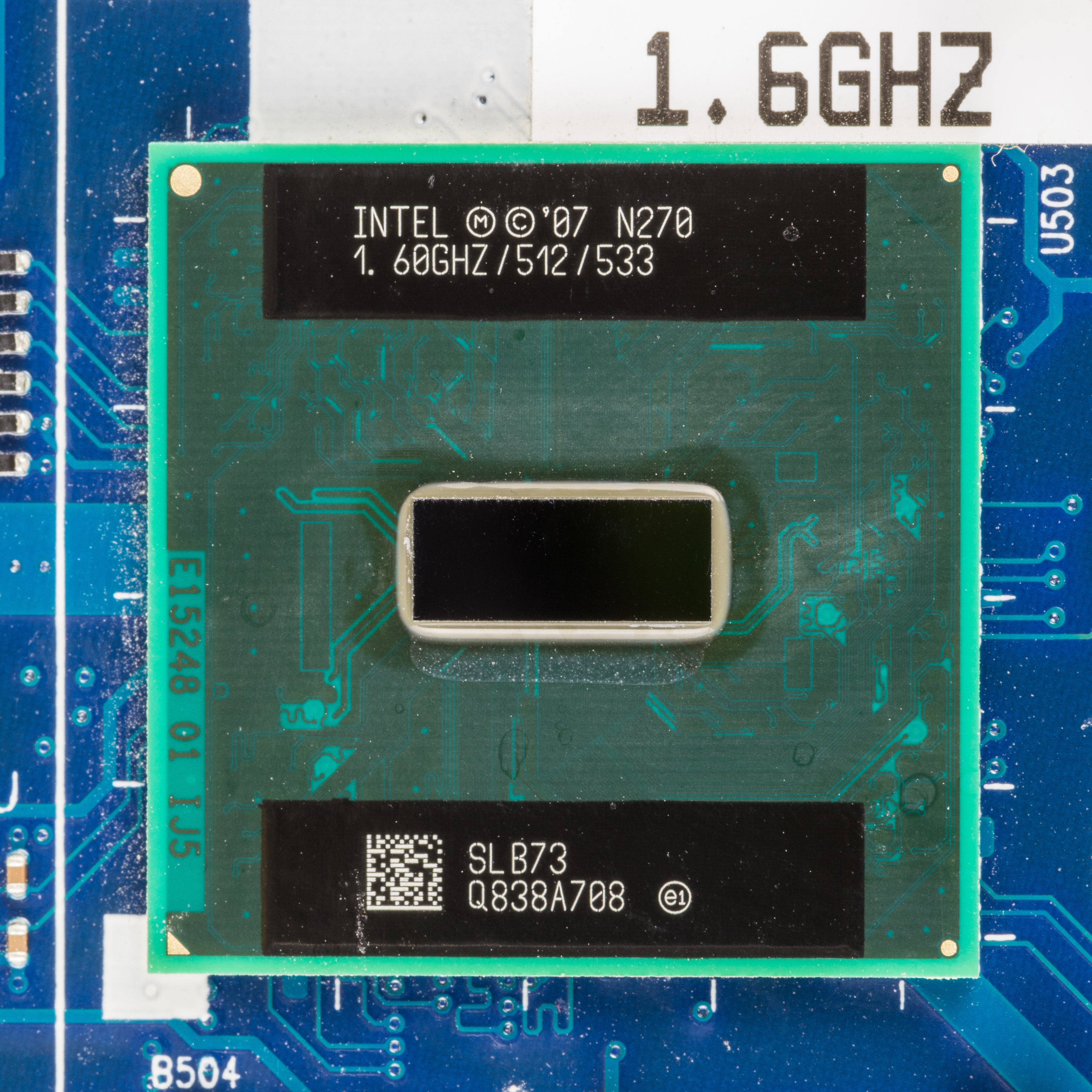
Intel Atom CPU N270

- MMX, SSE, SSE2, SSE3, SSSE3, Intel 64, XD-Bit, Hyper-Threading
- Kein Support für: Intel VT, SSE4, Enhanced Intel SpeedStep Technology (EIST)
- Package: 437-Ball-µFCBGA, 22 mm × 22 mm
- Betriebsspannung (VCore): 0,9 bis 1,1625 V
- Betriebstemperaturbereich: 0 bis +85,2 °C
- Fertigungstechnik: 45 nm
- Die-Größe: 25,96 mm² pro Kern

| Modell   | SPEC-Code | FSB (MHz) | Takt (MHz) | Multiplikator | L2-Cache   | TDP | Erschienen |
| -------- | --------- | --------- | ---------- | ------------- | ---------- | --- | ---------- |
| Atom 230 | SLB6Z     | 133       | 1600       | 12×           | 512 KiB    | 4 W | 2008-06    |
| Atom 330 | SLG9Y     | 133       | 1600       | 12×           | 2× 512 KiB | 8 W | 2008-09    |

Atom N270, Atom N280
- Singlecore
- Diamondville-Kern im C0-Stepping
- L2-Cache: 512 KiB
- MMX, SSE, SSE2, SSE3, SSSE3, XD-Bit, Hyper-Threading, Enhanced Intel SpeedStep Technology (EIST)
- Kein Support für: Intel 64, Intel VT, SSE4
- Package: 437-Ball-µFCBGA, 22 mm × 22 mm
- Betriebsspannung (VCore): 0,75 bis 1,1 V
- Fertigungstechnik: 45 nm
- Die-Größe: 25,96 mm²

| Modell    | SPEC-Code | FSB (MHz) | Takt (MHz) | Multiplikator | TDP   | Erschienen |
| --------- | --------- | --------- | ---------- | ------------- | ----- | ---------- |
| Atom N270 | SLB73     | 133       | 1600       | 12×           | 2,5 W | 2008-06    |
| Atom N280 | SLGL9     | 166       | 1666       | 10×           | 2,5 W | 2009-02    |

### Pineview (Atom-(N)400- und 500-Serie)

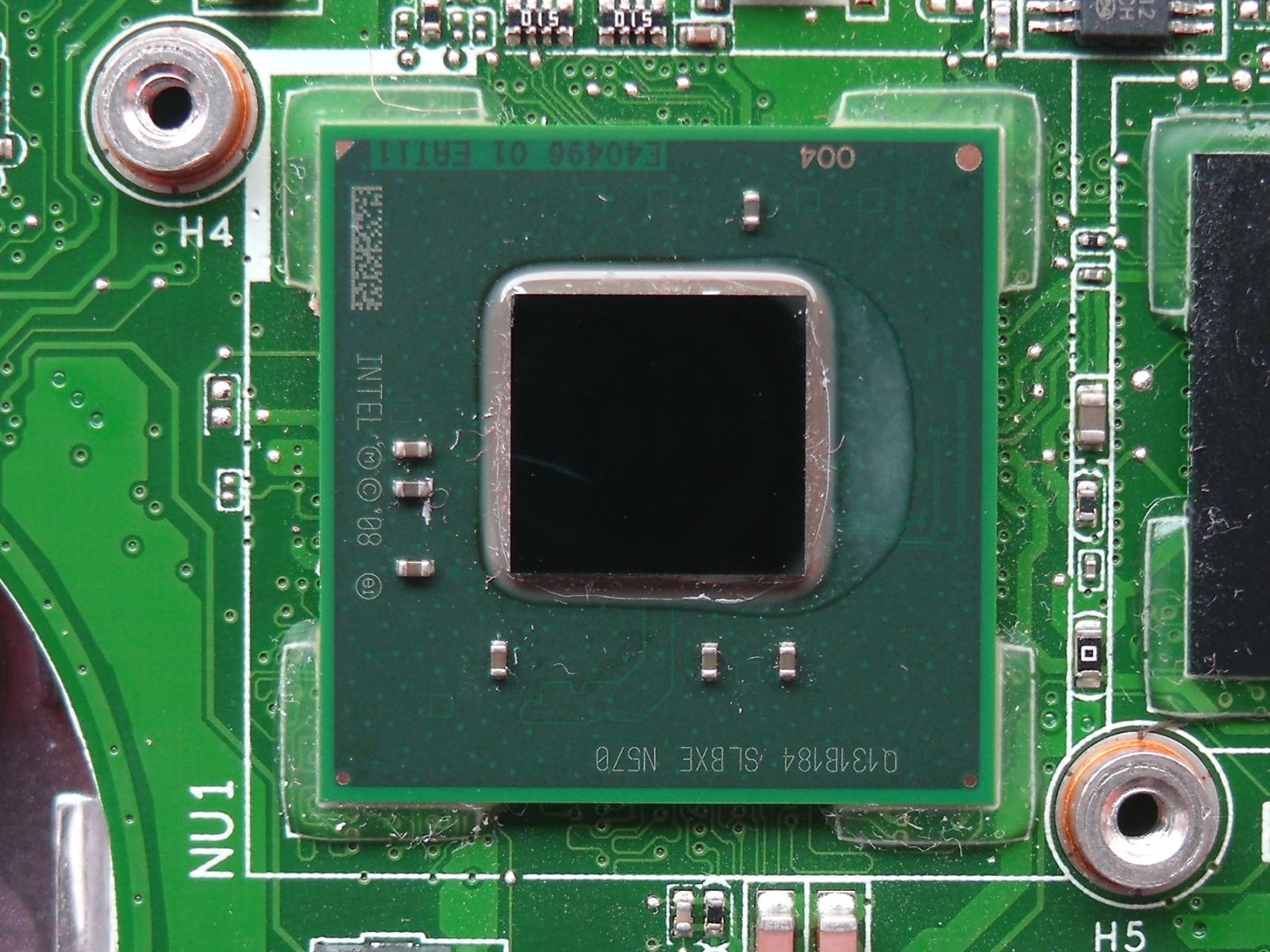
Intel Atom CPU N570

- Single-Core, bei Atom-D500-Serie zwei Dies auf einem Chip-Package, ab Ende August 2010 Atom N550 als Dual-Core verfügbar
- MMX, SSE, SSE2, SSE3, SSSE3, Intel 64, XD-Bit, Hyper-Threading, EIST (nur Nxxx)[25]
- Kein Support für: Intel VT, SSE4
- Die Modelle D425/D525 und N455/N475 unterstützen neben DDR2- auch DDR3-SDRAM
- Das Modell N550 unterstützt jedoch nur noch DDR3-SDRAM[26]
- Unterstützter Arbeitsspeicher: 2 GB, D-Serie maximal 4 GB
- Im Prozessorkern integrierte Grafik, Intel GMA 3150
- Package: 559-Ball-µFCBGA, 22 mm × 22 mm
- Betriebsspannung (VCore): 0,8 bis 1,175 V
- Fertigungstechnik: 45 nm
- Die-Größe: 52–87 mm²

| Modell    | SPEC-Code | Takt (MHz) | L2-Cache (KiB) | TDP (W) | EIST | RAM-Typen  | Erschienen |
| --------- | --------- | ---------- | -------------- | ------- | ---- | ---------- | ---------- |
| Atom D410 | SLBMH     | 1666       | 512            | 10      | nein | DDR2       | 2010-01    |
| Atom D425 | SLBXD     | 1800       | 512            | 10      | nein | DDR2, DDR3 | 2010-06    |
| Atom D510 | SLBLA     | 1666       | 2× 512         | 13      | nein | DDR2       | 2010-01    |
| Atom D525 | SLBXC     | 1800       | 2× 512         | 13      | nein | DDR2, DDR3 | 2010-06    |
| Atom N435 |           | 1333       | 512            | 5       | ja   | DDR2, DDR3 | 2011-06    |
| Atom N450 | SLBMG     | 1666       | 512            | 5,5     | ja   | DDR2       | 2010-01    |
| Atom N455 | SLBX9     | 1666       | 512            | 6,5     | ja   | DDR2, DDR3 | 2010-06    |
| Atom N470 | SLBMF     | 1833       | 512            | 6,5     | ja   | DDR2       | 2010-03    |
| Atom N475 | SLBX5     | 1833       | 512            | 6,5     | ja   | DDR2, DDR3 | 2010-06    |
| Atom N550 | SLBXF     | 1500       | 2× 512         | 8,5     | ja   | DDR3       | 2010-08    |
| Atom N570 | SLBXE     | 1666       | 2× 512         | 8,5     | ja   | DDR3       | 2011-03    |

### Lincroft (Z600-Serie)
| Modell | SPEC-Code | Takt (MHz) | L2-Cache (KiB) | TDP (W) | EIST | RAM-Typ    | Erschienen |
| ------ | --------- | ---------- | -------------- | ------- | ---- | ---------- | ---------- |
| Z600   |           | 1200       | 512            | 1,3     | ja   | LPDDR1-400 | Q2'10      |
| Z615   |           | 1600       | 512            | 2,2     | ja   | DDR2-800   | Q2'10      |
| Z625   |           | 1900       | 512            | 2,2     | ja   | DDR2-800   | Q2'10      |
| Z650   |           | 1200       | 512            | 3       | ja   | DDR2-800   | Q2'11      |
| Z670   |           | 1500       | 512            | 3       | ja   | DDR2-800   | Q2'11      |

### Cedarview (Atom D2000- und N2000-Serie)
- SoCs für Desktopcomputer, Notebooks und eingebettete Systeme
- Fertigungstechnik: 32 nm
- CPU-Ausstattung: Dual-Core
- Mikroarchitektur-Generation: Saltwell
- MMX, SSE, SSE2, SSE3, SSSE3, Intel 64, XD-Bit, teilweise Hyper-Threading, EIST (nur N2xxx)
- Unterstützter Arbeitsspeicher: 4 GiB[30]
- N2600, N2800, D2550 und D2700 Intel GMA-3650; D2500 Intel GMA-3600[31]
- Unterstützung der Grafikkarte unter Linux (Debian, Fedora) durch quelloffene PVR-CDV Treiber, allerdings Eingriffe in den Linux-Kernel notwendig (Stand: Juli 2012)[32]
- Derzeit keine Unterstützung der Grafik durch Treiber von Intel unter Windows 8 (Stand: März 2016)
- Derzeit keine Unterstützung der Grafik durch Treiber von Intel für die 64-Bit-version von Windows 7 (Stand: März 2016)

| Modell     | SPEC-Code             | Takt (GHz) | L2-Cache (KiB) | TDP (W) | EIST | RAM-Typen     | Erschienen |
| ---------- | --------------------- | ---------- | -------------- | ------- | ---- | ------------- | ---------- |
| Atom D2500 | SR0W0                 | 1,86       | 2x 512         | 10      | nein | DDR3 800/1066 | 2011-10    |
| Atom D2550 | SR0VY                 | 1,86       | 2x 512         | 10      | nein | DDR3 800/1066 | 2012-03    |
| Atom D2560 | SR0QD (B2) SR0W4 (B3) | 2,00       | 2x 512         | 10      |      | DDR3 800/1066 | 2012-10    |
| Atom D2700 | SR0D9                 | 2,13       | 2x 512         | 10      | nein | DDR3 800/1066 | 2011-10    |
| Atom D2701 | SR0W6                 | 2,13       | 2x 512         | 10      |      | DDR3 800/1066 |            |
| Atom N2600 | SR0W2                 | 1,60       | 2x 512         | 3,5     | ja   | DDR3          | 2011-10    |
| Atom N2800 | SR0W1                 | 1,86       | 2x 512         | 6,5     | ja   | DDR3          | 2011-10    |

### Penwell, Cloverview und Cloverview Plus (Atom Z2000-Serie)
- SoCs für Smartphones und Tabletcomputer
- Fertigungstechnik: 32 nm
- CPU-Ausstattung: Single-Core oder Dual-Core
- Mikroarchitektur-Generation: Saltwell
- MMX, SSE, SSE2, SSE3, teilweise SSSE3, XD-Bit, Hyper-Threading, EIST
- GPU, Speichercontroller, USB-2.0-Hostcontroller und drei UART sind auf dem Chip integriert
- Basis-Chip für MID Plattform Medfield

| Modell     | Codename        | SPEC-Code              | Kerne / Threads | Takt (GHz) | L2-Cache | Befehlssatzerweiterungen | TDP (W) | RAM-Typen      | erschienen |
| ---------- | --------------- | ---------------------- | --------------- | ---------- | -------- | ------------------------ | ------- | -------------- | ---------- |
| Atom Z2420 | Penwell         |                        | 01 / 2          | 1,2        | 512 KB   | SSE, SSE2, SSE3          |         | 2× LPDDR2-800  | 2013-Q1    |
| Atom Z2460 | Penwell         | SR0PR (D1), SR0PS (D1) | 01 / 2          | 1,6        | 512 KB   | SSE, SSE2, SSE3          |         | 2× LPDDR2-800  | 2012-Q2    |
| Atom Z2480 | Penwell         |                        | 01 / 2          | 2,0        | 512 KB   | SSE, SSE2, SSE3          |         | 2× LPDDR2-800  | 2012-Q3    |
| Atom Z2520 | Cloverview Plus |                        | 02 / 4          | 1,2        | 001 MB   | SSE, SSE2, SSE3, SSSE3   |         | 2× LPDDR2-1066 | 2013-Q2    |
| Atom Z2560 | Cloverview Plus |                        | 02 / 4          | 1,6        | 001 MB   | SSE, SSE2, SSE3, SSSE3   |         | 2× LPDDR2-1066 | 2013-Q2    |
| Atom Z2580 | Cloverview Plus |                        | 02 / 4          | 2,0        | 001 MB   | SSE, SSE2, SSE3, SSSE3   |         | 2× LPDDR2-1066 | 2013-Q2    |
| Atom Z2760 | Cloverview      |                        | 02 / 4          | 1,8        | 001 MB   | SSE, SSE2, SSE3, SSSE3   |         | 2× LPDDR2-800  | 2012-Q3    |

### Centerton (Atom-S-Serie)
- SoCs für Server
- Fertigungstechnik: 32 nm
- CPU-Ausstattung: Dual-Core
- Mikroarchitektur-Generation: Saltwell
- MMX, SSE, SSE2, SSE3, SSSE3, Intel 64, XD-Bit, Hyper-Threading, Intel VT
- Grafik-Engine und Speichercontroller on Die, 8 PCI-Express 2.0-Lanes, unterstützt bis 8GB ECC DDR3-SDRAM und DDR3L-SDRAM 1,35V;[40]

| Modell     | SPEC-Code | Takt (GHz) | L2-Cache (KiB) | TDP (W) | EIST | RAM-Typen | Erschienen |
| ---------- | --------- | ---------- | -------------- | ------- | ---- | --------- | ---------- |
| Atom S1220 |           | 1,6        | 2x 512         | 8       | nein | DDR3-1066 | 2012-12    |
| Atom S1240 |           | 1,6        | 2x 512         | 6       | nein | DDR3-1066 | 2012-12    |
| Atom S1260 |           | 2,0        | 2x 512         | 8,5     |      | DDR3-1066 | 2012-12    |

### Atom-C2000-Serie
- SoCs für Server (veralteter Codename: Avoton, Modellbezeichnung C2XX0) und Kommunikation (veralteter Codename: Rangeley, Modellbezeichnung C2XX8)
- Fertigungstechnik: 22 nm
- CPU-Ausstattung: Dual-Core, Quad-Core oder Octa-Core
- Mikroarchitektur-Generation: Silvermont
- MMX, SSE, SSE2, SSE3, SSSE3, SSE4.1/SSE4.2, Intel 64, XD-Bit, Intel VTx mit EPT, EIST, AES-NI, PCLMULQDQ, RDRAND, POPCNT
  - teilweise Intel QuickAssist (nur C2X[015]8) (Hardwarebeschleunigung für 3DES (ECB, CBC, CTR), AES (ECB, CBC, CTR), DES  (ECB, CBC), (A)RC4, NULL, MD5, HMAC-MD5, SHA-1, SHA-224/256/384/512, AES-XCBC für HMAC)
- USB 2.0, SATA2, SATA3 (außer C2308 und C2508), UART
- Ethernet: SoC I354 4x1 oder 4x2.5 GbE (bei C2530 und C2730 nur 2x) mit VLAN
- Speichercontroller on Die, 4 - 16 PCI-Express 2.0-Lanes, unterstützt bis 64GB ECC DDR3-SDRAM und teilweise DDR3L-SDRAM 1,35V;[41]

| Modell     | SPEC-Code | Kerne | Takt (GHz) | Intel Turbo-Boost max. Single-Core in GHz | L2-Cache (MiB) | TDP (W) | RAM-Typen    | Intel QuickAssist | Erschienen |
| ---------- | --------- | ----- | ---------- | ----------------------------------------- | -------------- | ------- | ------------ | ----------------- | ---------- |
| Atom C2308 |           | 2     | 1,25       | nein                                      | 1              | 6       | DDR3-1333    | ja                | 2014-Q2    |
| Atom C2338 |           | 2     | 1,7        | 2,0                                       | 1              | 7       | DDR3(L)-1333 | nein              | 2013-Q3    |
| Atom C2350 |           | 2     | 1,7        | 2,0                                       | 1              | 6       | DDR3(L)-1333 | nein              | 2013-Q3    |
| Atom C2358 |           | 2     | 1,7        | 2,0                                       | 1              | 7       | DDR3(L)-1333 | ja                | 2013-Q3    |
| Atom C2508 |           | 4     | 1,25       | nein                                      | 2              | 9,5     | DDR3-1333    | ja                | 2014-Q2    |
| Atom C2518 |           | 4     | 1,7        | nein                                      | 2              | 13      | DDR3(L)-1333 | ja                | 2013-Q3    |
| Atom C2530 |           | 4     | 1,7        | 2,4                                       | 2              | 9       | DDR3(L)-1333 | nein              | 2013-Q3    |
| Atom C2538 |           | 4     | 2,4        | nein                                      | 2              | 15      | DDR3(L)-1600 | nein              | 2013-Q3    |
| Atom C2550 |           | 4     | 2,4        | 2,6                                       | 2              | 14      | DDR3(L)-1600 | nein              | 2013-Q3    |
| Atom C2558 |           | 4     | 2,4        | nein                                      | 2              | 15      | DDR3(L)-1600 | ja                | 2013-Q3    |
| Atom C2718 |           | 8     | 2,0        | nein                                      | 4              | 18      | DDR3(L)-1333 | ja                | 2013-Q3    |
| Atom C2730 |           | 8     | 1,7        | 2,4                                       | 4              | 12      | DDR3(L)-1600 | nein              | 2013-Q3    |
| Atom C2738 |           | 8     | 2,4        | nein                                      | 4              | 20      | DDR3(L)-1600 | nein              | 2013-Q3    |
| Atom C2750 |           | 8     | 2,4        | 2,6                                       | 4              | 20      | DDR3(L)-1600 | nein              | 2013-Q3    |
| Atom C2758 |           | 8     | 2,4        | nein                                      | 4              | 20      | DDR3(L)-1600 | ja                | 2013-Q3    |

### Merrifield, Moorefield und Bay Trail (Atom Z3000-Serie)
- SoCs für den mobilen Bereich (Smartphones und Tabletcomputer)
- Mikroarchitektur-Generation: Silvermont
- Fertigungstechnik: 22 nm
- CPU-Ausstattung: Dual-Core, Quad-Core (ohne Hyper-Threading Unterstützung)
- MMX, SSE, SSE2, SSE3, SSSE3, Intel 64, XD-Bit, Intel VT
- Bay Trail Modelle mit integrierter GPU (Intel HD Graphics for Intel Atom Processor Z3700 Series)
- Die Angaben zur Leistungsaufnahme gemessen in SDP (Scenario Design Power) liegen in der Umgebung von 2 Watt

| Modell      | Codename   | Kerne | Takt GHz | Burst GHz | Cache      | Erweiterung      | SDP Watt | RAM              | Max. RAM | Erschienen |
| ----------- | ---------- | ----- | -------- | --------- | ---------- | ---------------- | -------- | ---------------- | -------- | ---------- |
| Atom Z3460  | Merrifield | 2     |          | 1,60      | 1 MB Smart | SSE 4.1, SSE 4.2 |          | 2x LPDDR3 1066   | 4 GB     | 2014-Q1    |
| Atom Z3480  | Merrifield | 2     |          | 2,13      | 1 MB Smart | SSE 4.1, SSE 4.2 |          | 2x LPDDR3 1066   | 4 GB     | 2014-Q1    |
| Atom Z3530  | Moorefield | 4     |          | 1,33      | 2 MB       | SSE 4.1, SSE 4.2 |          | 2x LPDDR3 1600   | 4 GB     | 2014-Q2    |
| Atom Z3560  | Moorefield | 4     |          | 1,83      | 2 MB       | SSE 4.1, SSE 4.2 |          | 2x LPDDR3 1600   | 4 GB     | 2014-Q2    |
| Atom Z3570  | Moorefield | 4     |          | 2,00      | 2 MB       | SSE 4.1, SSE 4.2 |          | 2x LPDDR3 1600   | 4 GB     | 2014-Q3    |
| Atom Z3580  | Moorefield | 4     |          | 2,33      | 2 MB       | SSE 4.1, SSE 4.2 |          | 2x LPDDR3 1600   | 4 GB     | 2014-Q3    |
| Atom Z3590  | Moorefield | 4     |          | 2,50      | 2 MB       | SSE 4.1, SSE 4.2 |          | 2x LPDDR3 1600   | 4 GB     | 2015-Q3    |
| Atom Z3735D | Bay Trail  | 4     | 1,33     | 1,83      | 2 MB L2    |                  | 2.2      | 1x DDR3L-RS 1333 | 2 GB     | 2014-Q1    |
| Atom Z3735E | Bay Trail  | 4     | 1,33     | 1,83      | 2 MB L2    |                  | 2.2      | 1x DDR3L-RS 1333 | 1 GB     | 2014-Q1    |
| Atom Z3735F | Bay Trail  | 4     | 1,33     | 1,83      | 2 MB L2    |                  | 2.2      | 1x DDR3L-RS 1333 | 2 GB     | 2014-Q1    |
| Atom Z3735G | Bay Trail  | 4     | 1,33     | 1,83      | 2 MB L2    |                  | 2.2      | 1x DDR3L-RS 1333 | 1 GB     | 2014-Q1    |
| Atom Z3736F | Bay Trail  | 4     | 1,33     | 2,16      | 2 MB L2    |                  | 2.2      | 1x DDR3L-RS 1333 | 2 GB     | 2014-Q2    |
| Atom Z3736G | Bay Trail  | 4     | 1,33     | 2,16      | 2 MB L2    |                  | 2.2      | 1x DDR3L-RS 1333 | 1 GB     | 2014-Q2    |
| Atom Z3740  | Bay Trail  | 4     | 1,33     | 1,86      | 2 MB L2    |                  | 2        | 2x LPDDR3 1066   | 4 GB     | 2013-Q3    |
| Atom Z3740D | Bay Trail  | 4     | 1,33     | 1,83      | 2 MB L2    |                  | 2.2      | 2x DDR3L-RS 1333 | 2 GB     | 2013-Q3    |
| Atom Z3745  | Bay Trail  | 4     | 1,33     | 1,86      | 2 MB L2    |                  | 2        | 2x LPDDR3 1066   | 4 GB     | 2014-Q1    |
| Atom Z3745D | Bay Trail  | 4     | 1,33     | 1,83      | 2 MB L2    |                  | 2.2      | 1x DDR3L-RS 1333 | 2 GB     | 2014-Q1    |
| Atom Z3770  | Bay Trail  | 4     | 1,46     | 2,39      | 2 MB L2    |                  | 2        | 2x LPDDR3 1066   | 4 GB     | 2013-Q3    |
| Atom Z3770D | Bay Trail  | 4     | 1,50     | 2,41      | 2 MB L2    |                  | 2.2      | 1x DDR3L-RS 1333 | 2 GB     | 2013-Q3    |
| Atom Z3775  | Bay Trail  | 4     | 1,49     | 2,39      | 2 MB L2    |                  | 2        | 2x LPDDR3 1066   | 4 GB     | 2014-Q1    |
| Atom Z3775D | Bay Trail  | 4     | 1,49     | 2,41      | 2 MB L2    |                  | 2.2      | 1x DDR3L-RS 1333 | 2 GB     | 2014-Q1    |
| Atom Z3785  | Bay Trail  | 4     | 1,49     | 2,41      | 2 MB L2    |                  | 2.2      | 2x LPDDR3 1333   | 4 GB     | 2014-Q2    |
| Atom Z3795  | Bay Trail  | 4     | 1,59     | 2,39      | 2 MB L2    |                  | 2        | 2x LPDDR3 1066   | 4 GB     | 2014-Q1    |

### Atom-E3800-Serie (Bay Trail)
- SoCs für den embedded Bereich
- Codename: Bay Trail
- Fertigungstechnik: 22 nm
- CPU-Ausstattung: Single-Core, Dual-Core, Quad-Core (ohne Hyper-Threading Unterstützung)
- Alle E3800 Bay Trail Modelle unterstützen ein Maximum von 8 GB RAM

| Modell     | Kerne | Takt GHz | L2-Cache | TDP (W) | RAM-Typen     | Erschienen |
| ---------- | ----- | -------- | -------- | ------- | ------------- | ---------- |
| Atom E3805 | 2     | 1,33     | 1 MB     | 3       | 1x DDR3L 1067 | 2014-Q4    |
| Atom E3815 | 1     | 1,46     | 512 KB   | 5       | 1x DDR3L 1067 | 2013-Q4    |
| Atom E3825 | 2     | 1,33     | 1 MB     | 6       | 1x DDR3L 1067 | 2013-Q4    |
| Atom E3826 | 2     | 1,46     | 1 MB     | 7       | 2x DDR3L 1067 | 2013-Q4    |
| Atom E3827 | 2     | 1,75     | 1 MB     | 8       | 2x DDR3L 1333 | 2013-Q4    |
| Atom E3845 | 4     | 1,91     | 2 MB     | 10      | 2x DDR3L 1333 | 2013-Q4    |

### Atom-C3000-Serie (Denverton)
- SoCs für Server
- Codename: Denverton
- Fertigungstechnik: 14 nm
- CPU-Ausstattung: 
  - 2 Kerne: C33xx
  - 4 Kerne: C34xx, C35xx
  - 8 Kerne: C37xx
  - 12 Kerne: C38xx
  - 16 Kerne: C39xx

| Modell | Kerne | Takt GHz | Turbo-Boost | L2-Cache (MiB) | TDP (W) | RAM-Typen     | Max. RAM | Intel QuickAssist | Erschienen |
| ------ | ----- | -------- | ----------- | -------------- | ------- | ------------- | -------- | ----------------- | ---------- |
| C3308  | 2     | 2,10     | nein        | 4              | 9,5     | 2x DDR4: 1866 | 128 GB   | ja                | 2017-Q3    |
| C3336  | 2     | 1,50     | nein        | 4              | 11      | 1x DDR4: 1866 | 128 GB   | ja                | 2018-Q3    |
| C3338  | 2     | 1,50     | 2,20        | 4              | 8,5     | 1x DDR4: 1866 | 128 GB   | nein              | 2017-Q1    |
| C3338R | 2     | 1,80     | 2,20        | 4              | 10,5    | 1x DDR4: 1866 | 128 GB   | ja                | 2020-Q2    |
| C3436L | 4     | 1,30     | nein        | 8              | 10,75   | 1x DDR4: 1866 | 256 GB   | ja                | 2020-Q2    |
| C3508  | 4     | 1,60     | nein        | 8              | 11,5    | 2x DDR4: 1866 | 256 GB   | ja                | 2017-Q3    |
| C3538  | 4     | 2,10     | nein        | 8              | 15      | 2x DDR4: 2133 | 256 GB   | ja                | 2017-Q3    |
| C3558  | 4     | 2,20     | nein        | 8              | 16      | 2x DDR4: 2133 | 256 GB   | ja                | 2017-Q3    |
| C3558R | 4     | 2,40     | nein        | 8              | 17      | 2x DDR4: 2400 | 256 GB   | ja                | 2020-Q2    |
| C3708  | 8     | 1,70     | nein        | 16             | 17      | 2x DDR4: 2133 | 256 GB   | ja                | 2017-Q3    |
| C3750  | 8     | 2,20     | 2,40        | 16             | 21      | 2x DDR4: 2400 | 256 GB   | nein              | 2017-Q3    |
| C3758  | 8     | 2,00     | nein        | 16             | 25      | 2x DDR4: 2400 | 256 GB   | ja                | 2017-Q3    |
| C3758R | 8     | 2,40     | nein        | 16             | 26      | 2x DDR4: 2400 | 256 GB   | ja                | 2020-Q2    |
| C3808  | 12    | 2,00     | nein        | 12             | 25      | 2x DDR4: 2133 | 256 GB   | ja                | 2017-Q3    |
| C3830  | 12    | 1,90     | 2,30        | 12             | 21,5    | 2x DDR4: 2133 | 256 GB   | nein              | 2017-Q3    |
| C3850  | 12    | 2,10     | 2,40        | 12             | 25      | 2x DDR4: 2400 | 256 GB   | nein              | 2017-Q3    |
| C3858  | 12    | 2,00     | nein        | 12             | 25      | 2x DDR4: 2400 | 256 GB   | ja                | 2017-Q3    |
| C3950  | 16    | 1,70     | 2,20        | 16             | 24      | 2x DDR4: 2400 | 256 GB   | nein              | 2017-Q3    |
| C3955  | 16    | 2,10     | 2,40        | 16             | 32      | 2x DDR4: 2400 | 256 GB   | nein              | 2017-Q3    |
| C3958  | 16    | 2,00     | nein        | 16             | 31      | 2x DDR4: 2400 | 256 GB   | ja                | 2017-Q3    |

### Atom x3-Serie (SoFIA)
- SoCs für mobile Geräte
- Codename: SoFIA
- Fertigungstechnik: 28 nm
- Alle x3 Prozessor Modelle sind spezifiziert mit
  - 4 Kernen (ohne Hyperthreading)
  - 1 MB L2 Cache
  - 2 Watt SDP (Scenario Design Power)
  - Maximal 2 GB nutzbarer RAM

| Modell     | Codename   | Max. Takt GHz         | RAM-Typen                    | Erschienen |
| ---------- | ---------- | --------------------- | ---------------------------- | ---------- |
| x3-C3200RK | SoFIA 3G R | 1,10                  | 1x LPDDR2/3 1066, DDR3L 1333 | 2015-Q1    |
| x3-C3205RK | SoFIA 3G R | 1,20                  | 1x LPDDR2/3 1066, DDR3L 1333 | 2016-Q4    |
| x3-C3230RK | SoFIA 3G R | 1,10                  | 1x LPDDR2/3 1066, DDR3L 1333 | 2015-Q1    |
| x3-C3235RK | SoFIA 3G R | 1,20                  | 1x LPDDR2/3 1066, DDR3L 1333 | 2015-Q4    |
| x3-C3265RK | SoFIA 3G R |                       | 1x LPDDR2/3 1066, DDR3L 1333 | 2016-Q4    |
| x3-C3295RK | SoFIA 3G R |                       | 1x LPDDR2/3 1066, DDR3L 1333 | 2016-Q4    |
| x3-C3405   | SoFIA LTE  | 1,40 (Basistakt 1,20) | 1x LPDDR2/3 1066             | 2015-Q1    |
| x3-C3445   | SoFIA LTE  | 1,40 (Basistakt 1,20) | 1x LPDDR2/3 1066             | 2015-Q1    |

### Atom x5 und x7 Serie (Braswell, Cherry Trail, Apollo Lake)
- SoCs für mobile Geräte (Z8000) und den embedded Bereich (E Serie)
- Fertigungstechnik: 14 nm
- CPU-Ausstattung: Dual-Core, Quad-Core (ohne Hyper-Threading Unterstützung)
- Alle x5 und x7 Prozessor Modelle sind spezifiziert mit:
  - 2 MB L2 Cache

| Modell        | Codename     | Kerne | Takt GHz | Burst GHz | TDP (W) | SDP (W) | RAM-Typen                  | Max. RAM | Erschienen |
| ------------- | ------------ | ----- | -------- | --------- | ------- | ------- | -------------------------- | -------- | ---------- |
| Atom x5-E8000 | Braswell     | 4     | 1,04     | nein      | 5       |         | 2x DDR3L-1600              | 8        | 2016-Q1    |
| Atom x5-E3930 | Apollo Lake  | 2     | 1,30     | 1,80      | 6,5     |         | 4x DDR3L 1866, LPDDR4 2400 | 8        | 2016-Q4    |
| Atom x5-E3940 | Apollo Lake  | 4     | 1,60     | 1,80      | 9,5     |         | 4x DDR3L 1866, LPDDR4 2400 | 8        | 2016-Q4    |
| Atom x7-E3950 | Apollo Lake  | 4     | 1,60     | 2,00      | 12      |         | 4x DDR3L 1866, LPDDR4 2400 | 8        | 2016-Q4    |
| Atom x5-Z8300 | Cherry Trail | 4     | 1,44     | 1,84      |         | 2       | 1x DDR3L-RS 1600           | 2        | 2015-Q2    |
| Atom x5-Z8330 | Cherry Trail | 4     | 1,44     | 1,92      |         | 2       | 1x DDR3L-RS 1600           | 2        | 2016-Q1    |
| Atom x5-Z8350 | Cherry Trail | 4     | 1,44     | 1,92      |         | 2       | 1x DDR3L-RS 1600           | 2        | 2016-Q1    |
| Atom x5-Z8500 | Cherry Trail | 4     | 1,44     | 2,24      |         | 2       | 2x LPDDR3 1600             | 8        | 2015-Q1    |
| Atom x5-Z8550 | Cherry Trail | 4     | 1,44     | 2,40      |         | 2       | 2x LPDDR3 1600             | 8        | 2016-Q1    |
| Atom x7-Z8700 | Cherry Trail | 4     | 1,60     | 2,40      |         | 2       | 2x LPDDR3 1600             | 8        | 2015-Q1    |
| Atom x7-Z8750 | Cherry Trail | 4     | 1,60     | 2,56      |         | 2       | 2x LPDDR3 1600             | 8        | 2016-Q1    |

### Atom x6000 Serie (Elkhart Lake)
- SoCs für den embedded Bereich
- Codename: Elkhart Lake
- Fertigungstechnik: 10 nm
- CPU-Ausstattung: Dual-Core, Quad-Core (ohne Hyper-Threading Unterstützung)
- Alle x6000 Prozessor Modelle sind spezifiziert mit:
  - 1,5 MB L2 Cache
  - Maximal 32 GB nutzbarer RAM bei DDR4 3200, weniger bei höheren Datenraten mit LPDDR4

| Modell       | Kerne | Takt GHz | Turbo-Boost GHz | TDP (W) | RAM-Typen                 | Erschienen |
| ------------ | ----- | -------- | --------------- | ------- | ------------------------- | ---------- |
| Atom x6211E  | 2     | 1,30     | 3,00            | 6       | 4x LPDDR4 3200, DDR4 3200 | 2021-Q1    |
| Atom x6212RE | 2     | 1,20     |                 | 6       | 4x LPDDR4 3200, DDR4 3200 | 2021-Q1    |
| Atom x6413E  | 4     | 1,50     | 3,00            | 9       | 4x LPDDR4 3200, DDR4 3200 | 2021-Q1    |
| Atom x6414RE | 4     | 1,50     |                 | 9       | 4x LPDDR4 3200, DDR4 3200 | 2021-Q1    |
| Atom x6425E  | 4     | 2,00     | 3,00            | 12      | 4x LPDDR4 3766, DDR4 3200 | 2021-Q1    |
| Atom x6425RE | 4     | 1,90     |                 | 12      | 4x LPDDR4 4267, DDR4 3200 | 2021-Q1    |
| Atom x6427FE | 4     | 1,90     |                 | 12      | 4x LPDDR4 4267, DDR4 3200 | 2021-Q1    |

### Atom C5000 Serie (Parker Ridge)
- SoCs für Server
- Codename: Parker Ridge
- Fertigungstechnik: 10 nm
- CPU-Ausstattung: Quad-Core, Octa-Cora (ohne Hyper-Threading Unterstützung)
- Alle C5000 Prozessor Modelle sind spezifiziert mit:
  - 9 MB L2-Cache
  - Maximal 256 GB nutzbarer RAM

| Modell     | Kerne | Takt GHz | TDP (W) | RAM-Typen    | Erschienen |
| ---------- | ----- | -------- | ------- | ------------ | ---------- |
| Atom C5115 | 4     | 2,80     | 43      | 2x DDR4 2933 | 2022-Q2    |
| Atom C5125 | 8     | 2,80     | 50      | 2x DDR4 2933 | 2022-Q2    |
| Atom C5310 | 4     | 1,60     | 32      | 2x DDR4 2400 | 2022-Q2    |
| Atom C5315 | 4     | 2,40     | 38      | 2x DDR4 2400 | 2022-Q2    |
| Atom C5320 | 8     | 2,40     | 41      | 2x DDR4 2933 | 2022-Q2    |
| Atom C5325 | 8     | 2,40     | 41      | 2x DDR4 2933 | 2022-Q2    |

### Atom P5000 Serie (Snow Ridge)
- SoCs für Server
- Codename: Snow Ridge
- Fertigungstechnik: 10 nm
- CPU-Ausstattung: 8, 12, 16, 20, 24 Kerne (ohne Hyper-Threading-Unterstützung)
- Alle P Prozessor Modelle sind spezifiziert mit:
  - Basistakt 2,20 GHz

| Modell      | Kerne | L2-Cache (MiB) | TDP (W) | RAM-Typen    | Max. RAM | Erschienen |
| ----------- | ----- | -------------- | ------- | ------------ | -------- | ---------- |
| Atom P5322  | 8     | 9              | 55      | 2x DDR4 2400 | 256      | 2022-Q2    |
| Atom P5332  | 12    | 13,5           | 61      | 2x DDR4 2400 | 256      | 2022-Q2    |
| Atom P5342  | 16    | 18             | 71      | 2x DDR4 2667 | 256      | 2022-Q2    |
| Atom P5352  | 20    | 22,5           | 78      | 2x DDR4 2933 | 256      | 2022-Q2    |
| Atom P5362  | 24    | 27             | 83      | 2x DDR4 2933 | 256      | 2022-Q2    |
| Atom P5721  | 8     | 9              | 48      | 2x DDR4 2933 | 256      | 2022-Q2    |
| Atom P5731  | 12    | 13,5           | 54,5    | 2x DDR4 2933 | 256      | 2022-Q2    |
| Atom P5742  | 16    | 18             | 67      | 2x DDR4 2933 | 256      | 2022-Q2    |
| Atom P5752  | 20    | 22,5           | 74,5    | 2x DDR4 2933 | 256      | 2022-Q2    |
| Atom P5921B | 8     | 9              |         | 2x DDR4 2933 | 64       | 2020-Q1    |
| Atom P5931B |       |                |         |              |          |            |
| Atom P5942B | 16    | 18             |         | 2x DDR4 2933 | 128      | 2020-Q1    |
| Atom P5962B | 24    | 27             |         | 2x DDR4 2933 | 128      | 2020-Q1    |